# جون بيغيلو
جون بيغيلو (بالإنجليزية: John Bigelow)‏ هو محامي وصحفي ودبلوماسي وكاتب أمريكي، ولد في 25 نوفمبر 1817 في Malden, New York ‏ في الولايات المتحدة، وتوفي في 19 ديسمبر 1911 في نيويورك في الولايات المتحدة.

## وصلات خارجية
- جون بيغيلو على موقع الموسوعة البريطانية (الإنجليزية)
- جون بيغيلو على موقع إن إن دي بي (الإنجليزية)